# 郅姓
郅姓是一个罕见的中文姓氏，
郅姓人分布在北京、河南、河北、山西、陕西、天津、内蒙古和安徽等省市，其中河南巩义的郅姓人口最为集中。山东的郅姓主要聚居在济南商河、滨州惠民、菏泽牡丹区、鄄城曹县、泰安和禹城等地。
郅姓的起源有多种说法。其中一种说法是，起姓来源于姞姓。

## 名人
- 郅都，济南太守，西汉时期河东郡杨县（今山西省洪洞县东南）人
- 郅惲，长沙太守
- 郅寿，郅惲之子，冀州太守、尚书令、京兆尹
- 郅辅
- 郅昌，节度使
- 郅朗，武安尹
- 郅周义，滕州判官
- 郅顺义，战斗英雄